# A Huszti ikrek halála
Huszti Henrietta és ikertestvére, Huszti Eliza Skóciában Aberdeen városában 2025. január 7-én, hajnalban tűntek el. A rendőrségi kutatás eredményeképpen holttestüket január 31-én a Dee folyóban találták meg. A mai napig nem tudni mi történt velük és milyen okból mentek a folyóhoz.

## Előzmények
Huszti Henrietta és Huszti Eliza 32 éves magyar ikerpár. A harmadik ikertestvérük, Edit nem volt velük Skóciában, ő Magyarországon él. Eredetileg Tornyospálcáról származtak, Vásárosnaményban érettségiztek, majd a szüleik válásakor előbb Budapestre költöztek az anyjukkal, majd két-három évvel később Skóciába költöztek, ahol hozzávetőleg 10 évet éltek.
A Huszti lányok évek óta nem látogattak haza a családjukhoz Magyarországra. Henrietta egy helyi kávézóban dolgozott, míg Eliza hat évig takarító volt, de néhány hónappal a halála előtt munkahelyet váltott.
A lányok a városban albérletben laktak. A főbérlőjük jelentette be eltűnésüket.. Henrietta kollégái elmondták, hogy amikor eltűnt, épp szabadságon volt, de már előtte sem volt jó passzban, sokat panaszkodott, hogy alig alszik. Eliza volt főnöke, Scott Bousfield azt nyilatkozta, hogy Eliza sokat fogyott, az arca be volt esve, a rendőrség által közölt képeken még teljesen másként nézett ki.

## Az eltűnésük körülményei
Az eltűnésük előtti napon délután elmentek a Victoria hídhoz hátizsákkal a hátukon, később viszont már személyes tárgyaik nélkül tértek vissza a helyszínre. A nővérek eltűnésével kapcsolatos nyomozás megerősítette, hogy mindkét nőt, akik hátizsákot viseltek, ugyanazon a hídnál látták január 6-án, hétfőn 14.50 körül. A térfigyelő kamerák felvételei szerint a nővérek öt percet töltöttek a Victoria hídnál, de senki mással nem érintkeztek. A testvérek ezután a városközponton – a Union Square bevásárlóközponton – keresztül visszamentek az Aberdeen Charlotte Street negyedében lévő lakásukhoz.
A két magyar nőnek január 7-én, hajnalban veszett nyoma, amikor átsétáltak a Victoria hídon, majd a Dee folyó menti jeges ösvényre tértek le.
Elizát és Henriettát utoljára január 7-én, kedden hajnali 2 óra 12 perc körül látták a térfigyelő kamerák a Market Streeten, a Victoria hídnál. Ezután átkeltek a hídon, majd jobbra, a Dee folyó melletti gyalogösvényre fordulva az Aberdeen Boat (csónak) Club felé tartottak. A rendőrség szerint semmi sem utal arra, hogy a nők közül bármelyik is elhagyta volna a közvetlen környéket január 7-én hajnali 2 óra 12 perc után. A területet hó és jég borította, amikor a testvérek eltűntek.
A helyiek szerint nem sokkal azután, hogy az ikreket rögzítette a biztonsági kamera, hangos sikolyok hallatszottak a folyó közeléből. A rendőrség mindazonáltal nem kezelte bűncselekményként az ügyet. Annyi biztos, hogy az ikrek a folyóhoz sétáltak. Az ott élők szerint viszont a meredek, aszfaltozatlan ösvényt akkoriban jég borította, ami még nappal is veszélyes terepnek bizonyult.  
Megállapították, hogy Henrietta mobiltelefonjáról január 7-én hajnali 2 óra 12 perckor a Victoria híd környékéről szöveges üzenetet küldtek a bérbeadójuknak, amelyben jelezték, hogy nem térnek vissza a lakásba. A telefon ezután lekapcsolódott a hálózatról, és azt követően nem kapcsolták be. Másnap a testvérek személyes tárgyait megtalálták a lakásban, és a házinéni jelentette a rendőrségnek, hogy aggódik.

## A rendőrségi kutatás, holttestek megtalálása
A kutatást a Dee folyóra összpontosították, rendőrhajókat telepítettek a vízre, míg a tisztek a Wellington Bridge és a South Harbour közötti folyóparton végeztek megfigyeléseket. A kutatócsoportok a partot is vizsgálták, egészen az Aberdeen kikötőtől a Duthie Park felé. Házról házra jártak, bíztak benne, hogy valaki látott valamit, ami előrevihetné a nyomozást, illetve a környező összes biztonsági kamera felvételeit átvizsgálták.
A rendőrség 2025. január 31-én, pénteken a Dee folyóban, az egyiket reggel, a másikat este emelték ki a néhány fokos vízből a Queen Elizabeth híd közelében, az Aberdeen Boat Clubtól nem messze.
A rendőrség szóvivője elmondta: „2025. január 31-én, pénteken reggel 7 óra 55 perc körül értesültünk arról, hogy a Dee folyóban, az aberdeeni Queen Elizabeth híd közelében egy személy holttestét látták." A folyóra és környékére összpontosító mentési munkálatokban részt vett egy rendőrségi helikopter, egy kutyás egység és egy tengeri egység is, de a keresés hétfőn befejeződött.
Az első holttestet január 31-én 07:55 körül találták meg a Queen Elizabeth híd közelében. A rendőrök ezután 21:05 körül találták meg a második holttestet a folyó egy másik részén, a Victoria híd közelében. A Victoria híd és a Queen Elizabeth híd körülbelül fél mérföldre van egymástól a Dee folyón. A holttesteket a Dee folyóban találták meg, annak a helynek a közelében, ahol utoljára látták őket élve. A skót rendőrség a későbbi vizsgálatok elvégzését követően közölte: „A január 31-én, pénteken a Dee folyóból előkerült két holttestet most már hivatalosan is Henrietta és Eliza Huszti néven azonosították. A halál pontos okának megállapítása érdekében még folynak a vizsgálatok, azonban nincsenek nyilvánvalóan gyanús körülmények”

## Tisztázatlan és megválaszolatlan kérdések
Egyik felvetés, hogy a testvérek depressziósak és boldogtalanok voltak, így öngyilkosságot követtek el.
A harmadik ikertestvér, Edit megerősítette, hogy szilveszterkor beszélt a testvéreivel, akik a videóhívás alkalmával boldognak és vidámnak tűntek. Bátyjuk, Huszti József a BBC-nek elmondta, hogy a rokonok nem értik eltűnésüket, hozzátéve, hogy a testvérek édesanyja január 4-én, szombaton szintén beszélt velük telefonon keresztül, amikor is minden normálisnak tűnt.
Arra sincs magyarázat, hogy miért írtak SMS üzenetet a főbérlőjüknek, amiben annyi szerepelt, hogy már nem térnek vissza a lakásba. A családjuknak nem említették, hogy ilyen terveik lettek volna. A testvérek közös albérletben laktak és a magyarországi hozzátartozók úgy tudták, hogy saját ingatlan megvásárlására gyűjtenek. A testvérek viselkedésére egyáltalán nem volt jellemzőek az eltűnésük napján tanúsítottak, és nem ismertek olyan mentális egészségügyi problémák, amelyek arra magyarázatot adhatnának.
A skót rendőrség már korábban kizárta az idegenkezűséget, a lányok apja azonban kizártnak tartja, hogy gyermekei öngyilkosak lettek. Az ikrek édesapja nyilatkozata szerint úgy hiszi, az SMS-t sem ők küldték a főbérlőjüknek, hanem valaki más vagy mások, akik elcsalták a gyerekeit. Huszti Miklóssal gyermekei már 12 éve, szüleik válása óta nem tartották a kapcsolatot.
A rendőrség a közös otthonukban megtalálta a nők holmiját, köztük Eliza telefonját is. Azonban a rendőrség számára sem érthető, miért hagyták el az otthonukat, de az végképp indokolatlannak tűnik a hatóság számára, miért vezetett a sétájuk azokra a területekre, amiket bejártak.
A rendőrség azonban kizárta az idegenkezűséget és a nyomozás 2025. február közepéig nem állapított meg olyan körülményt, amely alapján bárki harmadik félnek köze lenne a halálukhoz.